# Gero Bisanz
Gero Bisanz (* 3. November 1935 in Konojady (Konojad) bei Jabłonowo Pomorskie, Polen; † 17. Oktober 2014 in Overath) war ein deutscher Fußballspieler, Fußballtrainer, Diplom-Sportwissenschaftler sowie Sachbuchautor. Bekannt wurde Bisanz vor allem für seine Arbeit beim Deutschen Fußball-Bund, bei dem er von 1971 bis 2000 die Fußball-Lehrer-Ausbildungsstätte an der Deutschen Sporthochschule Köln leitete und von 1982 bis 1996 die deutsche Frauennationalmannschaft trainierte, die er zum Gewinn von drei Europameisterschaften und einer Vizeweltmeisterschaft führte.

## Leben
In seiner aktiven Zeit spielte Bisanz beim 1. FC Köln und dem SC Viktoria Köln. Während er beim FC nur wenig zum Einsatz kam, war er bei Viktoria lange Zeit Stammspieler. Insgesamt bestritt er 74 Oberligaspiele und stand für die Viktoria 148-mal in der Regionalliga auf dem Platz.
Von 1959 bis 1968 arbeitete Bisanz auch als Diplomsportlehrer an der Otto-Kühne-Schule in Bad Godesberg, bis er diese Tätigkeit wegen eines schweren Unfalls am Hochreck aufgeben musste. In den 1970er Jahren trainierte er Bayer 04 Leverkusen, TuS Lindlar und die Amateure des 1. FC Köln. Er trainierte von 1982 bis 1996 die deutsche Fußballnationalmannschaft der Frauen und gewann mit der Nationalmannschaft 1989, 1991 und 1995 die Fußball-Europameisterschaft und wurde 1995 Vize-Weltmeister. Außerdem leitete Bisanz von 1971 bis 2000 für den DFB die Trainerausbildung für Fußballtrainer, ehe er von Erich Rutemöller abgelöst wurde.
Im Jahr 2000 gründete Bisanz zusammen mit Nationalspielern (darunter Jürgen Klinsmann) und den Dozenten des Fußballlehrer-Sonderlehrgangs die Stiftung Jugendfußball, deren Kuratorium er angehörte.
Bisanz war verheiratet und hatte eine Tochter, Meike Bisanz, eine ehemalige Profibasketballerin. Zuletzt lebte er mit seiner Familie in Overath bei Köln.

## Statistik als Spieler
- Regionalliga West
148 Spiele; 11 Tore Viktoria Köln
- Oberliga West
6 Spiele 1. FC Köln
68 Spiele; 2 Tore Viktoria Köln
- Endrunde um die deutsche Meisterschaft
4 Spiele; 1 Tor 1. FC Köln
- Westpokal
4 Spiele 1. FC Köln

## Erfolge als Trainer
- Meister der viertklassigen Landesliga Mittelrhein: 1975
- Europameister der Frauen 1989, 1991 und 1995
- Vizeweltmeister der Frauen 1995
- Teilnahme als Trainer der deutschen Frauenfußballmannschaft an den Olympischen Sommerspielen 1996 in Atlanta, Georgia, die dort den fünften Platz errang.

## Autor
Gero Bisanz war Autor einiger Lehrbücher über Fußball und Trainingsmethoden. Das bekannteste trägt den Titel „Fußball“. Es erschien in der Erstauflage 1980 und wurde kontinuierlich überarbeitet. Die letzte überarbeitete Auflage erschien 2013. Dieses Grundlagenbuch ist Bestandteil vieler Lehrpläne an Gymnasien und Sporthochschulen.
Weitere Werke sind:
- Fussball von morgen/1. Grundlagen- und Aufbautraining
- Fussball von morgen/2. Leistungstraining für B-/A-Junioren und Amateure
- Erhaltung, Modernisierung, Erweiterung und Neubau von Sportplätzen: Argumentationshilfe für Sportvereine
- Richtig Fussballtraining
- Fussball-Lehrplan/2. Kinder- und Jugendtraining
- Fussball-Lehrplan/3. Jugendtraining
- Mini-Fussball
- Das Mannschaftsspiel

## Auszeichnungen
- Silberne Ehrennadel des DFB
- 1996 Bundesverdienstkreuz am Bande[2]
- 2013 Trainer-Ehrenpreis des DFB[1]